# Museo della galassia
Il museo della galassia è un museo a cielo aperto con giardino che si trova lungo la strada principale in frazione Valdonica, nel comune di Calice al Cornoviglio. Il sito, di proprietà dei Bonini, è ben conservato ed è visitabile su appuntamento.

## Storia
Il museo della galassia raccoglie l'opera, oggi definibile di Art Brut, di Umberto “Renato” Bonini.
Negli anni sessanta, Bonini ha una visione durante il coma che segue il suo esaurimento nervoso culminato in un ricovero psichiatrico: una struttura circolare, un vortice verticale allungato verso la luce, volti sconosciuti. Quando viene dimesso riconosce quella geografia fantastica in una collina dell'entroterra spezzino dove si trasferisce. Dall'inizio degli anni settanta sino alla morte vive in quello spazio dedicandosi alla costruzione di un proprio universo, una vera e propria opera architettonica naïf.

## L'opera
Nei 6.000 m2 di terreno, con sassi arrotondati di fiume, dà vita a un grande castello circolare, attorniato da scalinate, torri e sentieri. 
Sulle pareti pone una serie di volti in pietra, inventa fontane con forme genitali e sculture, realizza un giardino botanico. 
Con chilometri di tondino di ferro, intrecciato e dipinto, crea un recinto di pannelli artistici e, negli spazi intorno alla casa-castello, una galassia, con globi colorati circolari, uniti fra loro da spirali per un'altezza di diversi metri. Le sue ceneri riposano alla base di una torre; il sito è di proprietà dei figli.

## Fonte
- Parte del testo di questa voce proviene da "Museo della Galassia", voce pubblicata in GFDL e CC-BY-SA su Wikispedia.